# Supreme Commander
Supreme Commander (abreujat SupCom) és videojoc d'ordinador d'estratègia en temps real computer game dissenyat per Chris Taylor i desenvolupat per la seva companyia, Gas Powered Games. El joc és considerat el successor espiritual del joc de Taylor de 1997, Total Annihilation, com també un remake de Spring. Per primera vegada anunciat l'agost del 2005 en l'edició de la revista PC Gamer', el videojoc va ser llançat el 16 de febrer del 2007 en Europa i el 20 de febrer del 2007 en Nord-amèrica. Una expansió independent, Supreme Commander: Forged Alliance, va ser llançada el 6 de novembre del mateix any. Una seqüela, Supreme Commander 2, també ha sortit al mercat.
Supreme Commander se centra en usar un mecha gegant bípede anomenat, Armored Command Unit (o ACU), per construir una base; i llavors millorar les unitats per aconseguir majors nivells de tecnologia, i conquerir als oponents. El jugador pot comandar una de tres nacions: els Aeon Illuminate, la Nació Cybran, o la Federació Unida de la Terra.